# Ботанічний сад Папатії
Ботанічний сад Папатії (фр. Jardin botanique de Papatia) — ботанічний сад у Папатії (департамент Боргу, Північний Бенін). Заснований 2001 року. Міжнародний код ботанічного саду BJPAP. Директор — Гнанандо Сейду.
Ботанічний сад створили місцеві жителі, які належать до традиційно напівкочового етносу фульбе, підтримку надали недержавні організації, Університет імені Йоганна Вольфганга Гете у Франкфурті-на-Майні та Національний університет Беніну. Сад площею 12 га має повністю захищену зону ядра площею приблизно 5 га. Він розташований у савані та містить понад 100 дерев і сотні трав'янистих видів. До складу закладу входять: розсадник дерев, аптека традиційної медицини та інформаційний центр.